# 京北スーパー
京北スーパー（けいほくスーパー）とは千葉県柏市を中心に展開している食品スーパーマーケットであり、それを運営している企業である。関連事業として不動産事業、飲食店の経営も行っている。

## 沿革
- 1951年（昭和26年） - 石戸商店として創業。
- 1963年（昭和38年） - 現社名へ変更し、高級スーパー路線を歩みだす。なお、当時の社長である石戸孝行が、紀ノ国屋の創業者である増井徳男と親交があったことから、紀ノ国屋のような高級スーパーへと転換することになった[2]。
- 2022年（令和4年）5月20日 - 初となるインストア店舗の、「京北スーパー 柏マルイ店」を開業（柏マルイ2階）[3]。ただし、柏マルイ自体が2025年（令和7年）7月27日に閉店したため、あわせて閉店となり、僅か3年程度の営業であった。

## 特徴
品揃えは一般的なスーパーマーケットとは異なる。品質、健康、環境保全を重視した品揃えで、いわゆる「高級スーパー」の1つに挙げられる。2015年4月からは月1回、漁師が勧める魚「プライドフィッシュ」の取り扱いを開始した。
「健康を売る」という理念のもと、1984年にたばこの販売中止を決め、話題になったことがある。
かつては柏まつりのパレードに、京北スーパーの花自動車が登場し、薗田憲一が毎年花自動車に乗って演奏を披露した。

## 店舗

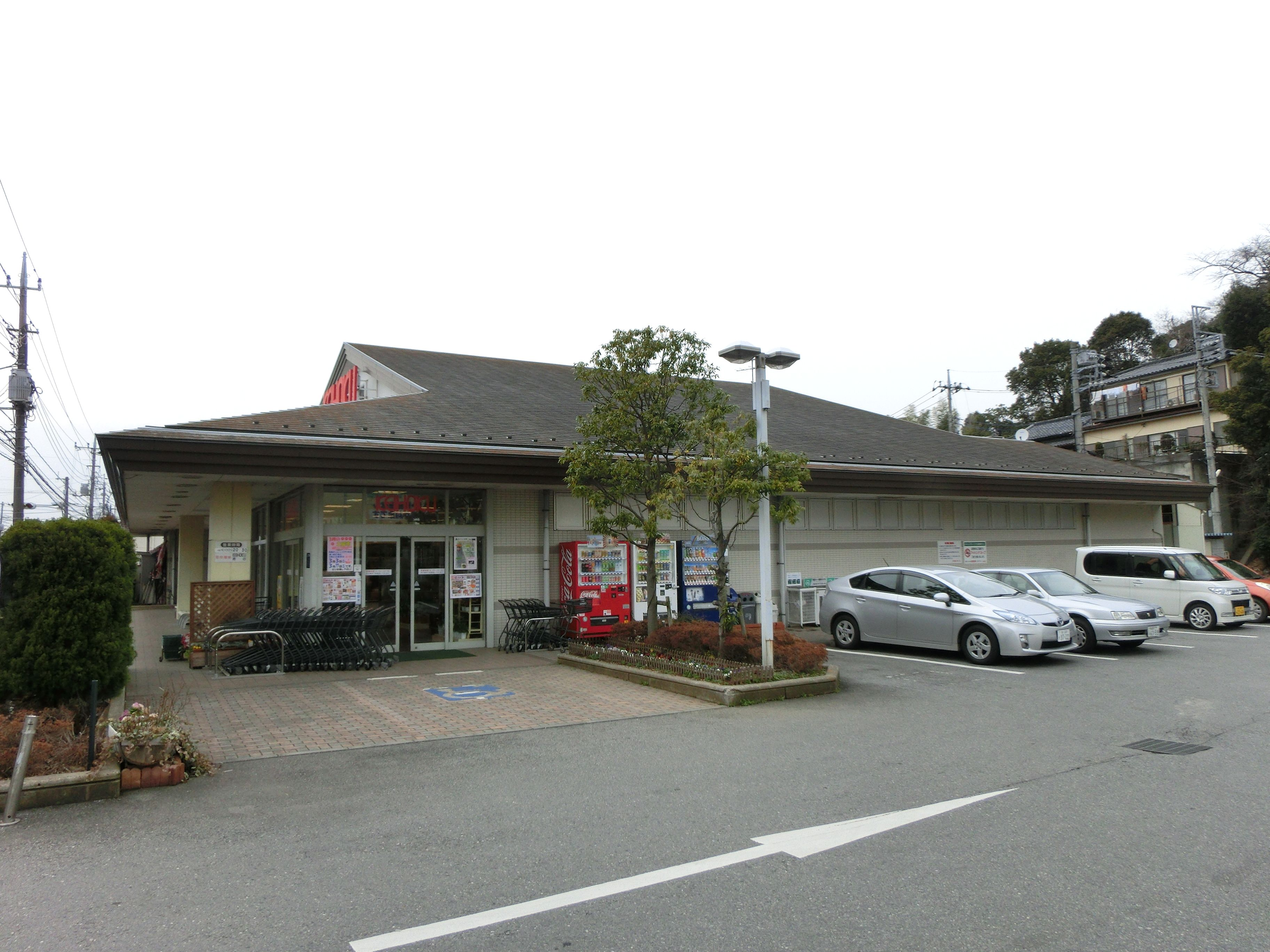
京北スーパー 寿店

### 過去に存在した店舗
- 豊四季店（柏市豊四季820-13[6]、1963年（昭和38年）開店[6]）
店舗面積429m2[6]
- 千代田店（柏市千代田町2-7-20[7]、1968年（昭和43年）3月14日開店[7]）
店舗面積264m2[7]
東武バスイースト沼南営業所（現：東武バスセントラル沼南営業所）の「NTT住宅」バス停付近にあった（後にバス停も廃止）。現在跡地はセブン-イレブン 柏千代田2丁目店となっている。[要出典]
- 南柏店（旧店舗、柏市南柏） - 近隣に「apris」という新店舗をオープンしたため閉鎖。[要出典]
- 柏マルイ店（柏マルイ2階） - 前述の通り、柏マルイ自体の閉店に伴い閉店。